# Окарше (Оклагома)
Окарше (англ. Okarche) — місто (англ. town) в США, в округах Кінгфішер і Канадіян штату Оклахома. Населення — 1141 особа (2020).

## Географія
Окарше розташований за координатами 35°43′14″ пн. ш. 97°58′30″ зх. д. / 35.72056° пн. ш. 97.97500° зх. д. (35.720686, -97.975097).  За даними Бюро перепису населення США в 2010 році місто мало площу 4,88 км², з яких 4,88 км² — суходіл та 0,01 км² — водойми.

## Демографія
Згідно з переписом 2010 року, у місті мешкало 1215 осіб у 468 домогосподарствах у складі 321 родини. Густота населення становила 249 осіб/км².  Було 496 помешкань (102/км²).
Расовий склад населення:
| - 92,8 % — білих - 2,3 % — корінних американців - 0,6 % — чорних або афроамериканців - 2,3 % — осіб інших рас |

До двох чи більше рас належало 2,0 %. Частка іспаномовних становила 5,4 % від усіх жителів.
За віковим діапазоном населення розподілялося таким чином: 22,9 % — особи молодші 18 років, 59,5 % — особи у віці 18—64 років, 17,6 % — особи у віці 65 років та старші. Медіана віку мешканця становила 41,8 року. На 100 осіб жіночої статі у місті припадало 93,2 чоловіків;  на 100 жінок у віці від 18 років та старших — 86,3 чоловіків також старших 18 років.
Середній дохід на одне домашнє господарство  становив 80 365 доларів США (медіана — 73 750), а середній дохід на одну сім'ю — 97 017 доларів (медіана — 86 406). Медіана доходів становила 54 250 доларів для чоловіків та 31 755 доларів для жінок. За межею бідності перебувало 11,5 % осіб, у тому числі 11,7 % дітей у віці до 18 років та 4,2 % осіб у віці 65 років та старших.
Цивільне працевлаштоване населення становило 630 осіб. Основні галузі зайнятості: освіта, охорона здоров'я та соціальна допомога — 24,6 %, роздрібна торгівля — 12,7 %, виробництво — 12,5 %.